# Веселин Цветковски
Веселин Любенов Цветковски (роден на 8 март 1989) е български футболист, който играе за Марек (Дупница) като вратар.